# Bahnzaun
Bahnzaun ist ein Ortsteil der Gemeinde Johanniskirchen im niederbayerischen Landkreis Rottal-Inn.

## Geografie
Die Anwesen der Streusiedlung liegen links im Tal des Sulzbachs, knapp einen Kilometer nordwestlich des Kernortes Johanniskirchen. Die von dort kommende Gemeindestraße geht nach Bahnzaun in einen Feldweg über, der nördlich zum Ochsenberg (Windbaising) aufsteigt.

## Geschichte
Das bayerische Urkataster zeigt in den 1810er Jahren den damals „Bandzaun“ genannten Ort mit einer Herdstelle und Nebengebäuden. Im ausgehenden 19. Jahrhundert wurde der ursprüngliche Ortsname als „Bahnzaun“ fortgeschrieben. Der südöstlich des Ansiedlung gelegene Friedhof ist nach 1978 entstanden.